# 胡庙乡
胡庙乡，是中华人民共和国河南省驻马店市驿城区下辖的一个乡镇级行政单位。

## 行政区划
胡庙乡下辖以下地区：
胡庙村、夏庄村、龙泉村、郑庄村、藏集村、洼李村、岳楼村、周井村、叶庄村、大韦庄村、韦岗村、龚楼村、林业村、吴楼村、王庄村和高庄村。